# Big Timber

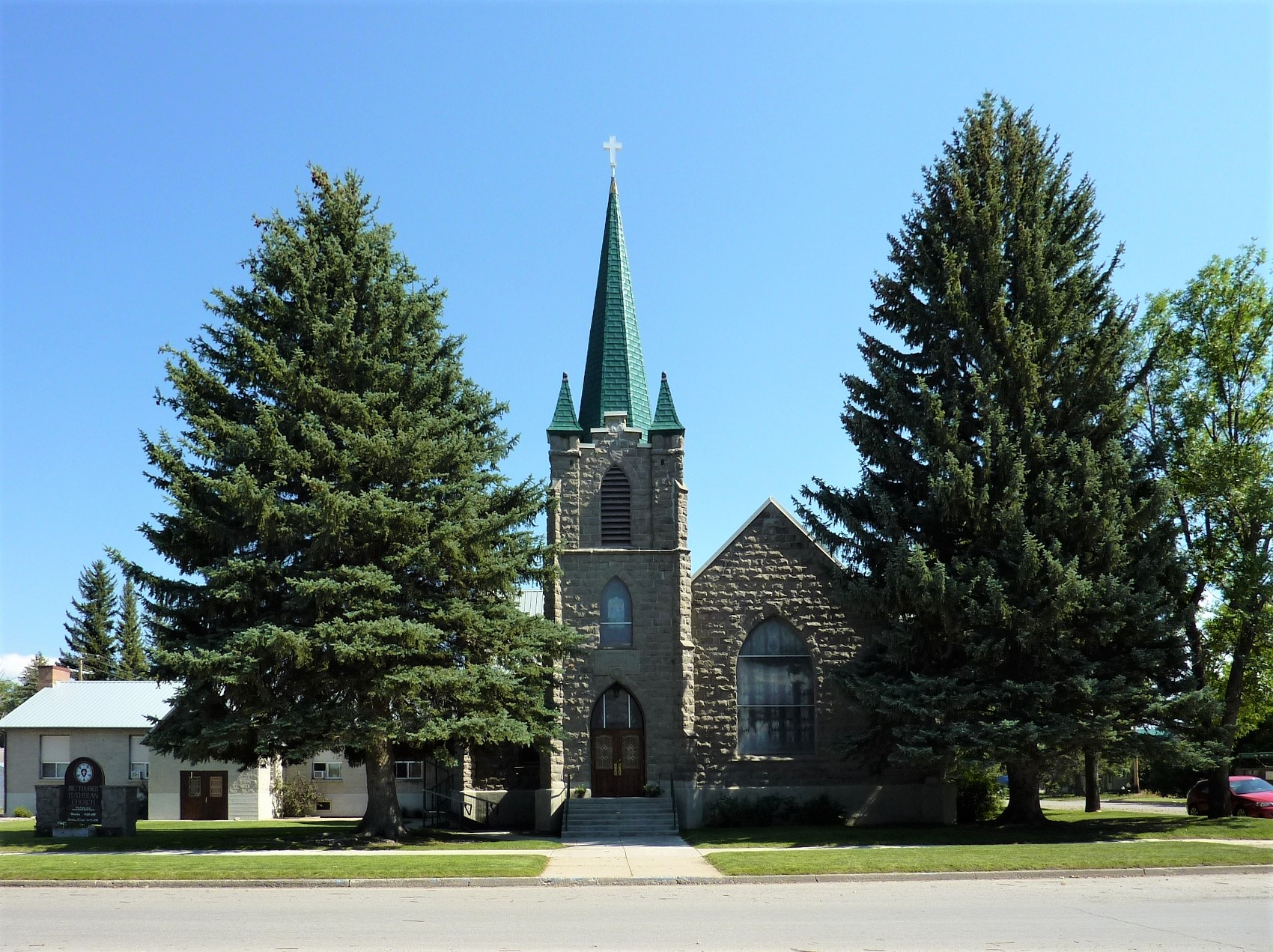
Big Timber Lutheran Church

Der Ort  Big Timber  liegt im Sweet Grass County, im US-Bundesstaat Montana und hat 1650 Einwohner (Stand: 2000). Big Timber liegt verkehrstechnisch günstig am großen Interstate 90, auf halber Strecke zwischen den Städten Billings und Bozeman. Der Ort ist County Seat (Verwaltungssitz) des Sweet Grass County.
Ursprünglich gegründet wurde der Ort von Mitgliedern der Lewis-und-Clark-Expedition unter dem Namen Rivers Across, da hier der Boulder River in den Yellowstone River mündet. Der heutige Name Big Timber wurde wegen der vielen großen Cottonwood Trees (Pappeln) in der Umgebung gewählt.
Der Ort besitzt auch eine gewisse touristische Bedeutung, da der Yellowstone National Park (ca. 80 km südlich) von dort gut zu erreichen ist.

## Söhne und Töchter der Stadt
- Lindsay Burns (* 1965), Leichtgewichts-Ruderin
- Judy Martz (1943–2017), vom 2. Januar 2001 bis zum 3. Januar 2005 Gouverneurin des US-Bundesstaates Montana